# Kadettenverband Schweiz

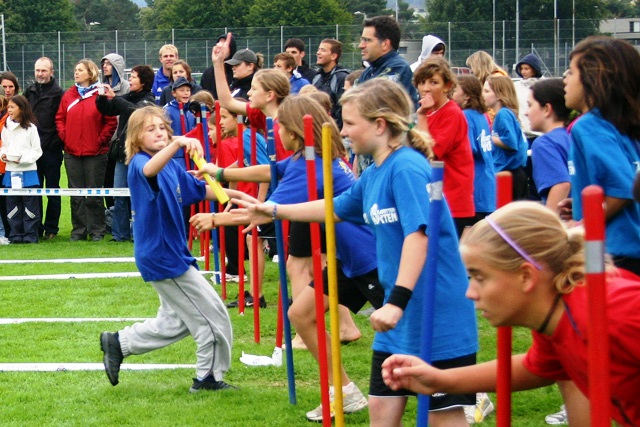
Stafetten-Wettkampf zwischen Kadetten

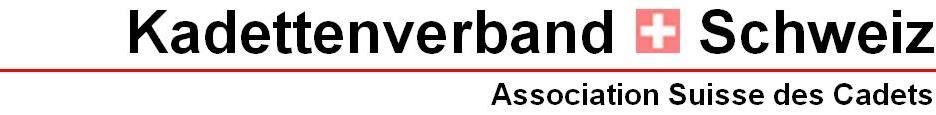
Logo des Kadettenverbandes Schweiz

In der Schweiz werden die Verbandsmitglieder des Kadettenverbandes Schweiz (franz.: Association Suisse des Cadets) beziehungsweise die Teilnehmer an deren Programmen oft kurz als die Kadetten bezeichnet. Kadettenvereine, welche ausschliesslich Verkehrs- und Parkplatzregelungsdienstleistungen anbieten, sog. Verkehrskadetten-Abteilungen, werden die Verkehrskadetten genannt. 

## Ziele und Organisation

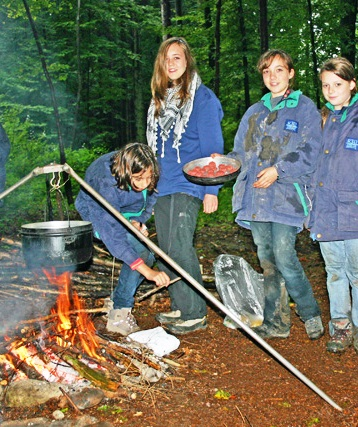
Lagersport/Trekking beim Kadettenverband ZH & SH

Die Kadettenvereine sind alle Mitglieder des Kadettenverbandes Schweiz, einem Schweizer Sport- und Jugendverband. Zusätzlich bestehen die Kantonalverbände Bern sowie Zürich und Schaffhausen. Der Kadettenverband Schweiz ist eine Partnerorganisation von Swiss Olympic, dem Dachverband des Schweizer Sports. Die Kadetten werden lokal entweder durch die öffentliche Schule oder einen gemeinnützigen Verein getragen.
Die im Kadettenverband Zürich und Schaffhausen zusammengeschlossenen Kadettenvereine haben gemäss ihrem Leitbild folgende Ziele:
- Die sog. Jungkadetten (Alter: 6 bis 11 Jahre) sollen durch spielerische phantasieanregende Aktivitäten, hauptsächlich in der Natur, lernen, sich in eine Gruppe zu integrieren, deren Regeln mitzutragen und verantwortungsvoll mit der Umwelt umzugehen.
- Die Kadetten im engeren Sinne (Alter: 11 bis 15 Jahre) sollen in ihrer Persönlichkeit gefördert werden durch gemeinsame Abenteuer, Sport sowie ruhige Momente, wobei sie lernen sollen, sich in der Natur zurechtzufinden sowie gegenüber sich selbst und anderen Verantwortung zu übernehmen.
- Das Kader der Kadetten (Alter: 15 bis 20 Jahre) plant und führt die Programme der Kadettenvereine unter Aufsicht erwachsener Leiter durch. Die direkte Führung der Jungkadetten und Kadetten erfolgt somit durch Jugendliche, welche dadurch in Kreativität, Organisationsfähigkeit, Verantwortungs- und Selbstbewusstsein gefördert werden sollen.

Hauptartikel: Verkehrskadetten Schweiz
Die Verkehrskadetten-Abteilungen existieren unabhängig von den Kadettenvereinen und verfügen mit dem Schweizerischen Verkehrskadetten Verband über einen eigenen Dachverband.

## Inhalte der Kadettenprogramme

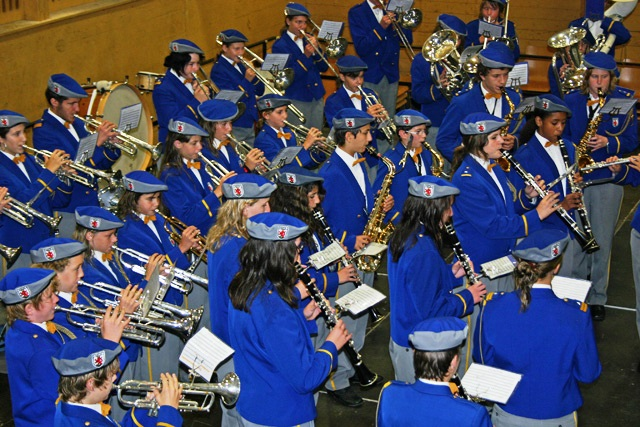
Kadettenmusik Murten

Die Kadettenvereine selbst bieten u. a. folgende Programme an: allgemeiner Sport, insbesondere Leichtathletik und Mannschaftssportarten (wie z. B. Handball bei den Kadetten Schaffhausen) inklusive Sportschiessen und Wintersport sowie Parkplatzregelungs-Dienstleistungen. Manchen der Kadettenvereine ist eine Kadettenmusik angegliedert. Die historischen Wurzeln dieses Programmelements liegen – wie beim Sportschiessen – bei den alten Kadettencorps.
Das bei den Kadetten oft ausgeübte J+S-Sportfach Lagersport/Trekking, beinhaltet erlebnisorientierten Sportaktivitäten in der Natur sowie erlebnisorientierte Ausbildung unterwegs bzw. im Gelände. Bei den Kadetten kann dies zum Beispiel Abseilen, Schlauchbootfahren auf Seen und Flüssen, sich mittels selbstgebauten Seilbrücken- und Seilbahnen fortbewegen und Orientieren mit Karte und Kompass in der Natur bedeuten.

Logo der Kadettentage 2008

Die Schweizerischen Kadettentage sind der grösste vom Kadettenverband Schweiz durchgeführte Anlass. Im Jahre 1936 fanden die ersten gesamtschweizerischen Kadettentage mit Sportwettkämpfen in Vevey statt. Dieser Anlass fiel zusammen mit der Gründung des Schweizerischen Kadettenverbandes. Die Kadettentage finden in der Regel im Kanton Bern statt, da sie aus den Bernischen Kadettentagen bzw. dessen Vorläufer, dem „Affolterntag“, hervorgegangen sind. Im Kanton Zürich wurden sie ein erstes Mal 1983 von den Kadetten Horgen, Meilen und Stäfa als „Kadettentage am Zürichsee“ organisiert. Ein zweites Mal wurden die Kadettentage im Kanton Zürich 2008 in Winterthur vom Kadettenverband Zürich und Schaffhausen durchgeführt. Seit diesen Kadettentagen von 2008 in Winterthur finden die Kadettentage während zwei aufeinanderfolgenden Jahren am gleichen Ort statt: 

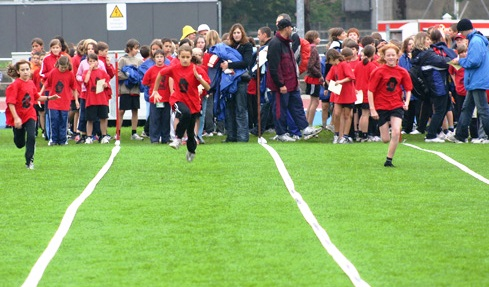
Kadettentage 2008 Winterthur

- Kadettentage Huttwil 2009 und 2010
- Kadettentage Burgdorf 2011 und 2012
- Kadettentage Thun 2013 und 2014
- Kadettentage Murten 2015 und 2016
- Kadettentage Huttwil 2017 und 2018
- Kadettentage Langenthal 2019 und 2020

Ein jedermann offenstehender Grossanlass ist die Kadettenstafette der Kadetten Schaffhausen. Die Stafette wurde erstmals 1991 aus Anlass des 200-jährigen Bestehens der Kadetten Schaffhausen durchgeführt und findet infolge des grossen Zuspruchs seither jedes Jahr statt. Die Route von 121 km Länge und mit 2400 m Höhendifferenz führt rund um den Kanton Schaffhausen und ist in 12 Etappen unterteilt, welche jeweils durch Joggen, Biken oder Skaten zurückgelegt werden.

## Geschichte

Schweizer Kadetten auf einer Exkursion 1869

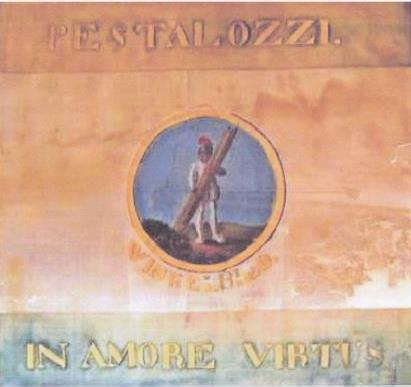
Fahne des Kadettencorps von Pestalozzi mit Überschrift „Pestalozzi“, Winkelried als Emblem und Motto „in amore virtus“ („die Macht der Liebe“), bezugnehmend auf das republikanische Bürgerideal und die sich dafür aufopfernden Bürger Pestalozzi (Führung Waisenhaus in Stans) und Winkelried (Sempach)

Ab dem 18. Jahrhundert bis Anfang des 20. Jahrhunderts dienten in der Schweiz sogenannte Kadettencorps dazu, Jugendliche auf ihre Pflichten als Staatsbürger einer Demokratie vorzubereiten, wobei dem damaligen Zeitgeist entsprechend der Dienstpflicht in der Milizarmee besondere Bedeutung zu kam. In diesem Sinne unterhielt der Pädagoge Johann Heinrich Pestalozzi zur physischen Ertüchtigung der Schüler an seinem Institut in Yverdon ein Kadettencorps. Die aus liberalen Kreisen stammenden Gründer der Kadettencorps wollten den noch jungen Schweizer Bundesstaat durch Integration der Jugendlichen fördern und diese zu aktiven Staatsbürgern erziehen, nachdem die Fabrikarbeit von schulpflichtigen Kindern untersagt worden war. So gehörte Staatskunde manchenorts noch bis ins 20. Jh. hinein zum Kadettenprogramm und die Kadettenmusik Bern durfte den Festumzug zur Eröffnung der ersten Bundesversammlung des liberalen Bundesstaates von 1848 anführen.
Dieses Kadettenwesen fand in der schweizerischen Öffentlichkeit des 19. Jahrhunderts breite Unterstützung, unter anderem aber auch infolge der zahlreichen kriegerischen Auseinandersetzungen in den Nachbarländern. Solche Kadettencorps wurden demgemäss im 19. Jahrhundert zu regelmässigen Bestandteilen der öffentlichen Schulen, wie beispielsweise das Kadettenkorps Trogen an der Kantonsschule von Appenzell Ausserrhoden. Damit wurde in derselben Anstalt die klassische schulische Vorbereitung auf Berufsleben und Teilnahme am Gemeinwesen mit Vorbereitung auf die Milizarmee vereint, wie dies europaweit von der demokratischen Bewegung in einem monarchistisch geprägten Umfeld gefordert wurde nach dem Grundsatz: Allgemeines Wahlrecht, Bildung für Alle und allgemeine Wehrpflicht. Besondere Kadetteninternate für Offiziersausbildung (sog. Kadettenanstalten) gab es in der demokratischen Schweiz im Gegensatz zu den Kaiserreichen Deutschland und Österreich-Ungarn nie.
Beeinflusst durch die Turnbewegung begannen die ursprünglich meist öffentlich-rechtlichen Kadettencorps bereits im frühen 20. Jahrhundert, den Schwerpunkt ihres Programms auf Sport zu verlagern. Später wurden die Programme Mädchen zugänglich gemacht. und die Kadettencorps teilweise in privatrechtliche Kadettenvereine umgewandelt. Die Bedeutung des Sports für die Kadetten manifestiert sich in den 1960er Jahren im Projekt, den Kadettenverband in "Schweizerischer Verband für Schulsport" umzubenennen.
Hauptartikel: Verkehrskadetten Schweiz: Entstehung
Verkehrs- und Parkplatzregelung war in den 1960er Jahren zunächst ein zusätzliches Element des Kadettenprogramms, wurde von den Kadettenvereinen infolge des damit verbundenen grossen Zeitaufwands jedoch nicht weiter verfolgt. Gleichzeitig entstanden dafür die auf derartige Dienstleistungen spezialisierten Verkehrskadetten-Abteilungen. Das Programm der Verkehrskadetten, kurz "VK" genannt, lag damals im Trend der Zeit und in der Folge wurden auch in Deutschland Verkehrskadetten-Abteilungen gegründet.

## Kulturelle Bedeutung

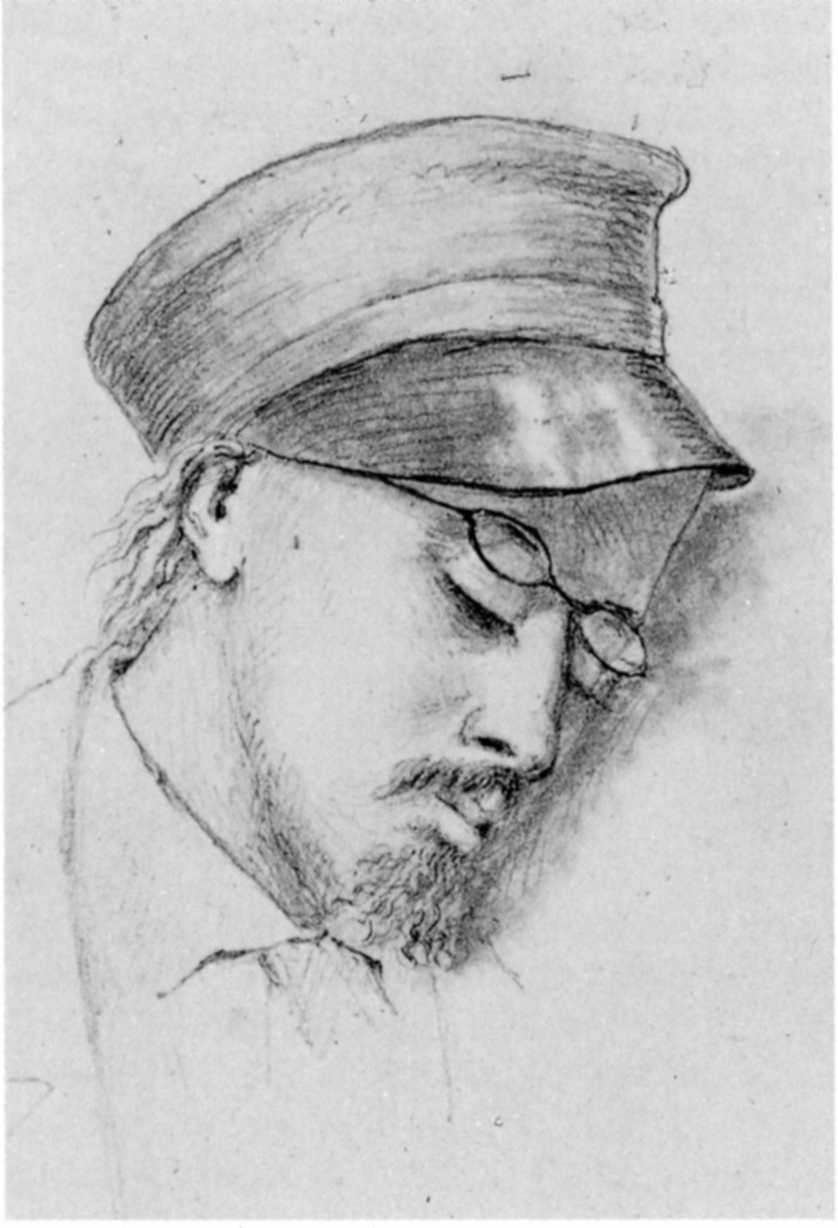
Gottfried Keller 1841 mit 22 Jahren

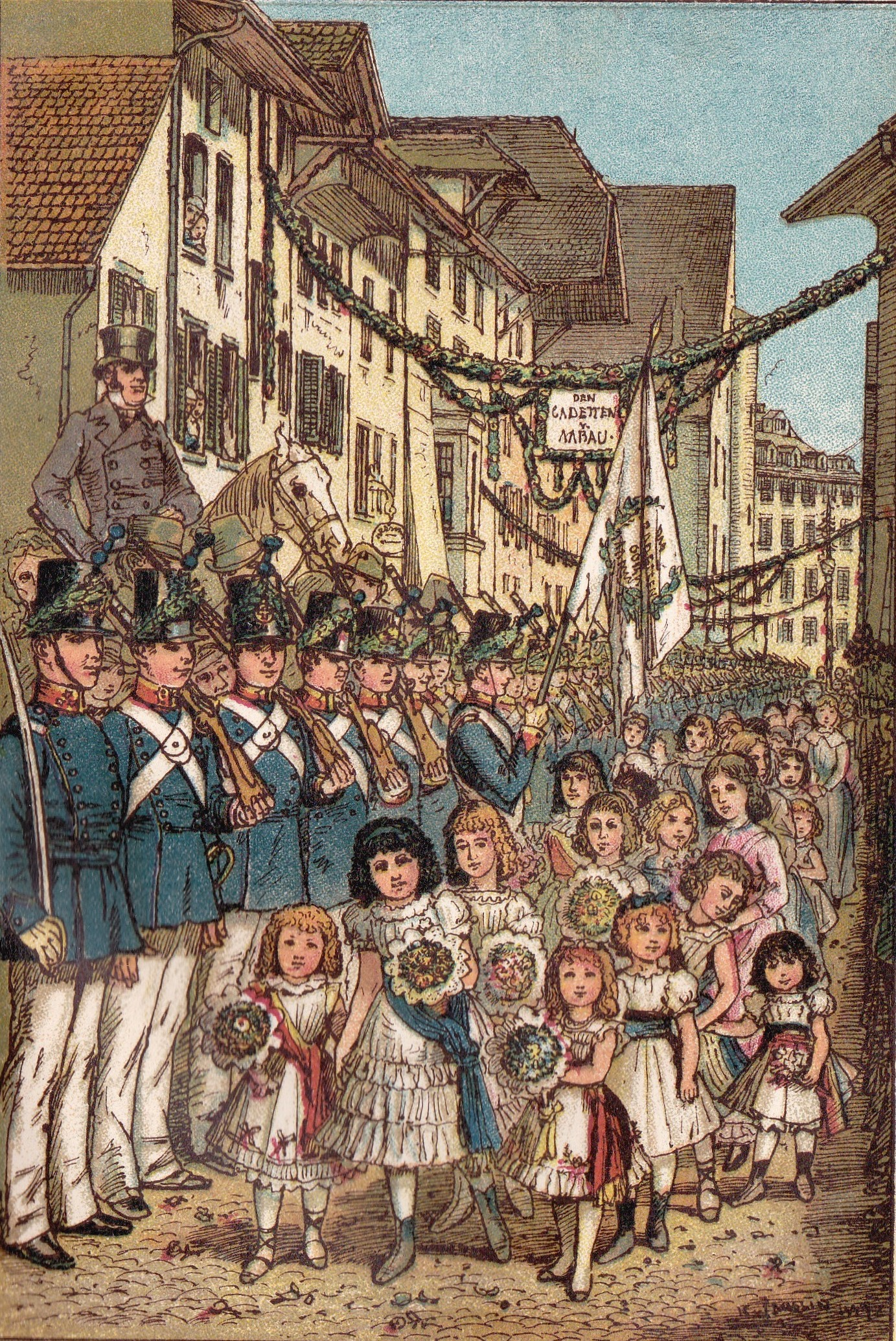
Aarauer Kadetten am Maienzug von 1848; Farblithografie von Karl Jauslin

Der Dichter Gottfried Keller war in der Stadt Zürich Kadett und widmete ein Kapitel seines autobiographischen Romans Der grüne Heinrich einem zweitägigen Kadettenfest. Aus Anlass des Ostschweizerischen Kadettenfests vom 1. bis 4. September 1856 in der Stadt Zürich, an welchem Keller als Gastgeber selbst teilnahm, verfasste er den Text für das erste schweizerische Kadettenlied. Kurz darauf schrieb er über dieses Fest mit 3500 Kadetten an eine Freundin: "Diese kleine Armee mit ihren vielen Fahnen sah aus wie ein wandelnder Blumengarten, und eine unendliche Menge der Alten, Mann und Weib, reich und arm umwogte und umdrängte die Tage über dies wimmelnde, trommelnde, trompetende und singende Kleinod der Zukunft, und man sah bei dieser Gelegenheit, wieviel Liebe und rechtes Gefühl doch noch in der Welt ist. Denn viele Leute hatten öfter Tränen in den Augen, sogar ich selbst gegen das Ende, nachdem ich die andern ausgelacht."

Den Kadetten kommt auch lokal kulturelle Bedeutung zu: Historisch eng mit dem Kadettenwesen verbundene Anlässe werden heute teilweise als allgemeine Volks- oder Jugendfeste gefeiert, wie die Solennität in Murten und Burgdorf, sowie das Knabenschiessen in der Stadt Zürich. Gelegentlich sind Kadettenvereine selbst Träger alten Brauchtums, wie beim mit dem Ausschiesset verbunden "Fulehung" in Thun. 

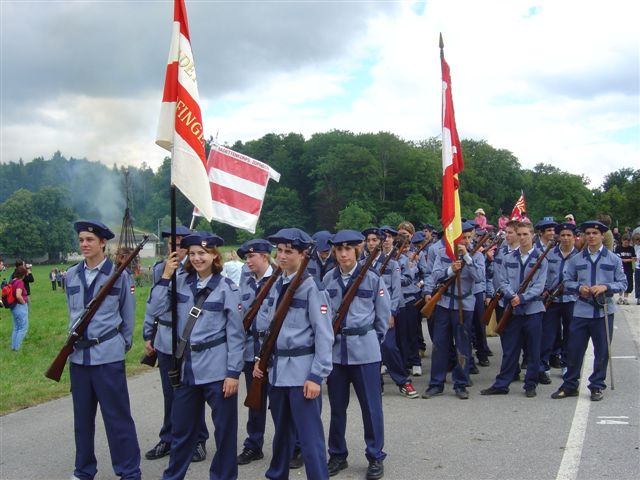
Zofinger Kinderfest: ehem. Cadettencorps als Folklore

Vor allem im Kanton Aargau, wo bis in die 1970er Jahre zahlreiche schulische Kadettencorps existierten (u. a. in Aarau, Frick, Baden, Bremgarten, Lenzburg und Zofingen) sind ehemals militärisch ausgerichtete historische Kadettencorps selbst Gegenstand von Brauchtum geworden, wie in Lenzburg sowie beim Jugendfest von Brugg und beim Kinderfest von Zofingen.
Die alten Kadettencorps präsentierten sich bei Umzügen an Feiern und Jugendfesten und waren deshalb oft mit einer Blasmusik ausgestattet. Aus diesem Grund existieren heute Kadettenmusik genannte Jugendmusik-Gesellschaften anstelle ehemaliger Kadettencorps in Genf, St.-Imier, La Chaux-de-Fonds, Aarau, Chur (Bündner Kantonsschule) und Zug oder sind bestehenden Kadettenorganisationen angegliedert wie in Burgdorf, Murten, Horgen und Thun.